# Баран-Бутович Степан Гаврилович
Степа́н Гаври́лович Бара́н-Буто́вич (нар. 17 травня 1877, Козел — †1944, Чернігів) — український археолог, чернігівський історик-краєзнавець та діяч освіти в часи Другої світової війни. Голова відділу освіти Чернігівської міської управи 1941-1943. Учасник Мізинської палеолітичної (1932) та Поліської (1933) експедицій ВУАН.
Жертва сталінського терору (1944).

## Життєпис
Народився у селі Козел Чернігівського повіту Чернігівської губернії у родині дяка, який вчителював у місцевій школі.
Навчався у Чернігівській духовній семінарії та Петербурзькому історико-філологічному інституті. Протягом 1901–1918 рр. викладав історію, географію та історію літератури у навчальних закладах Олександрівська, Варшави та Москви. Був заарештований за участь у революційних подіях 1905 р. і надалі перебував під негласним наглядом поліції.
У 1918 р. переїхав до Чернігова. Деякий час працював у чоловічій гімназії, а 31 серпня 1919 р. був призначений на посаду декана Чернігівського педагогічного інституту, невдовзі перетвореного в інститут народної освіти, де він впродовж 15 років викладав всесвітню історію та методику викладання історії. Водночас працював у школах і освітянських установах міста, читав лекції в народному університеті та навіть завідував клубом залізничників.
Один із фундаторів та керівників губернського екскурсійного бюро, що діяло у 1919–1927 р. З 1927 р. за сумісництвом очолював історичний відділ, а згодом відділ первісного, рабовласницького і феодального суспільства Чернігівського державного музею. У цей час він започаткував вивчення археологічних старожитностей краю, виявив і дослідив близько 50 пам'яток доби неоліту і Давньої Русі.
Брав участь у роботі Мізинської палеолітичної (1932) та Поліської (1933) експедицій ВУАН.
У 1934 р. після перевірки нової експозиції музею комісією Чернігівського обкому КП(б)У його було звинувачено у пропаганді «теорії безкласовості і класового миру» і звільнено з посади. І хоча ЦК профспілки політосвіти працівників СРСР визнав це рішення безпідставним, він не повернувся на роботу до музею.
Вже перебуваючи на пенсії, у серпні 1938 р. був заарештований НКВС і невдовзі засуджений до 8 років позбавлення волі за приналежність до міфічного контрреволюційного «Музейного центру». Втім, він оскаржив цей вирок, і у травні 1939 р. Верховний Суд УРСР на диво оперативно скасував його.
Восени 1941, після встановлення у Чернігові німецької влади, очолив відділ культури та освіти міської управи і значною мірою прислужився збереженню пам'яток старовини за тих надзвичайно складних умов. За його ініціативою було, зокрема, створено Архівне управління і так званий музейний фонд, співробітники яких (близько 10 осіб) рятували залишки колекцій, за незначним винятком покинуті напризволяще та значною мірою зруйновані під час бомбардування міста у серпні 1941 р.
Активно велися розкопки на згарищі музею, під час яких було виявлено і частково описано понад 3000 експонатів.
Напередодні приходу сталінських військ до Чернігова виїхав на захід, але невдовзі повернувся і був заарештований спецслужбами. На підставі вироку військового трибуналу убитий у тюрмі НКВД 1944 р.; водночас був знищений і його науковий архів.
Реабілітований 1997 державними органами України.

## Наукові праці
- Людвисарські вироби 17 — 18 ст. в Чернігівському державному музею: гармати та дзвони. — Чн.: 1930 р. — 14 с.
- Чернігів як об'єкт історично-краєзнавчих екскурсій. — Записки Чернігівського наукового товариства, 1931 р., т. 1, с. 91 — 130.

### Рекомендована література
- Азарх І. Нові аспекти біографії С. Г. Баран-Бутовича: погляд з сьогодення // Сторінки воєнної історії України. - 2017. - Вип. 19. - С. 124-140.
- Баран-Бутович С. Г. // Мезенцева Г. Дослідники археології України : енцикл. слов.-довід. / Галина Мезенцева ; [редкол.: В. П. Коваленко (відп. ред.), О. Б. Коваленко, Л. В. Ясновська (відп. секр.)] ; Ін-т археол. НАН України, Черніг. держ. пед. ін-т ім. Т. Г. Шевченка. - Чернігів : Сіверянська думка, 1997. - С. 11.
- Коваленко О. До історії Чернігівського історичного музею 20-х рр. ХХ ст. / О. Коваленко, Л. Ясновська // Скарбниця української культури. - 2005. - Вип. 6. - С. 102-107.